# 米麗婭姆·加齊 (約旦王妃)
米麗婭姆·加齊（英語：Miriam Al Ghazi，1963年9月2日—），原名：米麗婭姆·德·翁格利亞-洛佩茲（西班牙語：Miriam Ungría y López），西班牙宝石学家和珠宝设计师。她来自巴斯克贵族家庭并在1996年和末代保加利亚国王 西美昂二世的长子兼继承人卡尔达姆结婚，获得維利可特諾親王妃殿下的头衔。两人育有二子。她和卡爾達姆在2008年发生严重车祸，后者一直在昏迷状态至2015年逝世。
2022年9月3日，米麗婭姆和约旦的加齊·穆罕默德王子（国王阿卜杜拉二世的堂弟和宗教顾问）在约旦首都安曼结婚。加齊·穆罕默德王子在此之前已经和前妻生有三女一子。她婚后保留保加利亞正教會的信仰。